# Eleccions legislatives luxemburgueses de 1959
Les eleccions legislatives luxemburgueses de 1959 se celebraren l'1 de febrer de 1959, per a renovar els 52 membres de la Cambra de Diputats de Luxemburg. Va vèncer el Partit Popular Social Cristià del Pierre Werner, qui fou nomenat primer ministre.

## Resultats
| ← Eleccions legislatives luxemburgueses, 1959 → |                                            |      |            |        |            |
| Partit                                          | Partit                                     | %    | Diferència | Escons | Diferència |
|                                                 | Partit Popular Social Cristià (CSV)        | 36,9 | -5,5       | 21     | -5         |
|                                                 | Partit Socialista dels Treballadors (LSAP) | 34,9 | -0,2       | 17     | =          |
|                                                 | Partit Democràtic (DP)                     | 18,5 | +7,7       | 11     | +5         |
|                                                 | Partit Comunista de Luxemburg (KPL)        | 9,1  | +0,2       | 3      | =          |
|                                                 | Altres                                     | 0,6  | -2,2       | 0      |            |
| Total                                           | Total                                      |      |            | 52     | —          |
| Font: Centre Informatique de l'État             |                                            |      |            |        |            |